# صموئيل برينتون
صموئيل برينتون هو محامي وسياسي أمريكي، ولد في 22 نوفمبر 1810 في مقاطعة غالاتين في الولايات المتحدة، وتوفي في 29 مارس 1857 في فورت واين في الولايات المتحدة. نشط حزبياً في الحزب الجمهوري وحزب اليمين. وقد انتخب عضو مجلس نواب إنديانا ‏ وانتخب عضو مجلس النواب الأمريكي.